# Hydrelia sjostedti
Asthenotricha sjostedti là một loài bướm đêm trong họ Geometridae.